# Deuce Bigalow: European Gigolo
Deuce Bigalow: European Gigolo ist eine US-amerikanische Filmkomödie aus dem Jahr 2005. Es ist die Fortsetzung von Rent a Man – Ein Mann für gewisse Sekunden.

## Handlung
Wegen eines durch ihn verursachten Delphinangriffes in Malibu entschließt sich Deuce Bigalow, seine Heimat zu verlassen und folgt einem Anruf von T. J. Hicks aus Amsterdam. Deuce schlägt Hicks Bitte aus, wieder für ihn im Escort-Bereich als „Mann für gewisse Stunden“ zu arbeiten. T. J. verliert nach und nach immer mehr Escorts durch die Anschläge eines gewissen „Gigolomörders“. Auch der gut bestückte Heinz Hummer fällt dem Mörder zum Opfer.
Ein bedauernswertes Missgeschick am Hafen wird T. J. zum Verhängnis, was dazu führt, dass er als Mörder verdächtigt wird. Folge davon ist, dass er untertauchen muss und Bigalow erneut bittet, aktiv zu werden, um seine Unschuld beweisen zu können. Also macht sich Deuce auf, dem Verdacht nachzugehen, dass es sich bei dem Mörder um eine „Freierin“ handeln könnte. Er lässt sich von der blonden Marlene Alsmere buchen, die mit ihm „Babyspielchen“ veranstaltet, und sucht gleichzeitig nach verräterischen Hinweisen. Auch bei seinen Besuchen bei Lily und bei Svetlana Revenko, der Frau mit dem Penisgesicht, stellt er Ermittlungen an.
Da die Königlich-Europäische Vereinigung der männlichen Huren die Warnhinweise von Deuce nicht ernst nimmt, werden immer mehr Gigolos getötet, sodass zunehmend die Angst um sich greift und keiner der Männer weiterhin als Gigolo arbeiten möchte. Parallel dazu lernt Deuce die schöne Eva kennen, die gleich an mehreren Zwangsstörungen leidet, und verbringt mit ihr eine unbeschwerte Zeit im Aquarium. Da Eva ihn im Ungewissen lässt, was sie beruflich macht, ist ein unbestimmter Verdacht in ihm, der für ihn zur Gewissheit wird, als er Beweise wie den fraglichen Lippenstift und den Leopardenmantel findet und auch noch das Pfeifen einer typischen Melodie hören muss. Deuce glaubt nun, dass Eva der „Gigolomörder“ sein müsse, so dass er vor ihr flüchtet. Er begibt sich zu Gaspar Voorsboch, Evas Onkel, der Polizist ist, um ihm von seinem Verdacht zu erzählen. Da dieser schnell merkt, dass Deuce durch Ahnungslosigkeit glänzt, gibt er natürlich mit keinem Wort zu erkennen, dass er selbst der gesuchte Killer ist.
Und bevor Deuce noch irgendetwas merkt, ist Gaspard bereits auf dem Weg zu den „Gigolo Awards“, der jährlichen Auszeichnung der besten Gigolos. Gaspar will sich nach wie vor an den Gigolos rächen. Einst wollte auch er ein Gigolo werden, doch musste er bereits im ersten Semester an der Gigolo-Akademie mit ansehen, wie seine Verlobte Elsa zur Vorführung benutzt wurde. Sein Plan ist es, die gesamte Veranstaltung in die Luft zu sprengen und die Tat Deuce anzuhängen. Sein Konzept geht aber nicht auf, denn stattdessen schafft es Deuce, dass allen Gigolos die Flucht gelingt. Deuce besiegt Gaspar in einem Kampf auf der Bühne und wird anschließend als Held gefeiert. Da T. J. Hicks’ Unschuld somit bewiesen ist, wird er aus dem Gefängnis entlassen.

## Kritiken
„Eine derb-sexistische Komödie, die jeden komödiantischen Anflug vermissen lässt und auf peinliche Gags setzt, die oft weit unter die Gürtellinie zielen.“

„Nach dem Erfolg der Blödel-Komödie von 1999 geht der amerikanische Comedy-Star Rob Schneider erneut als Lover auf weibliche Beutezüge. Die Gags sind auch hier derart Penis orientiert, dass jeder Normalsterbliche schnell das Weite sucht. Wem Trotteligkeit und doofe Witze gar nicht weit genug unter der Gürtellinie liegen können, der ist hier gut aufgehoben.“

## Auszeichnungen
Bei der Verleihung der Goldenen Himbeere 2006 wurde Rob Schneider als Schlechtester Schauspieler ausgezeichnet und der Film in den Kategorien Schlechtester Film, Schlechtestes Drehbuch, Schlechteste Neuverfilmung oder Fortsetzung und Schlechteste Filmpaarung mit vier weiteren Nominierungen bedacht. Bei den MTV Movie Awards 2006 erhielt Schneider eine Nominierung für die Sexieste Darstellung.

## Veröffentlichung
Der Film startete am 12. August 2005 in den US-Kinos und konnte bei einem Budget von etwas mehr als 22 Mio. US-Dollar weltweit über 45 Mio. US-Dollar wieder einspielen. In Deutschland startete er am 18. August 2005 in den Kinos und ist seit dem 14. Februar 2006 auf DVD erhältlich. Die deutsche Free-TV-Erstausstrahlung war am 5. Mai 2012 auf ProSieben.